# Пастуший неоліт

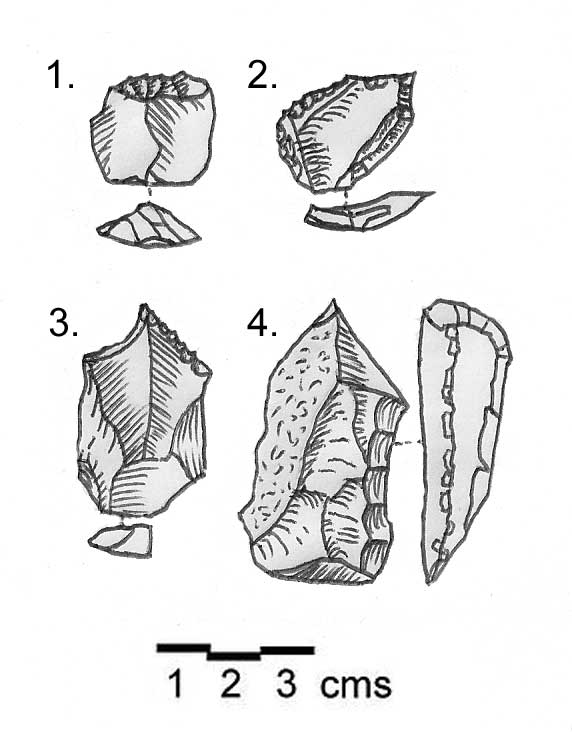
Предмети «пастушого неоліту», виявлені в Камух-ель-Хермелі. 1. Кінцевий шкребок на відтщепі. 2. Поперечний шкребок і шило на тонкому відтщепі. 3. Свердло на відщепі-лезі. 4. Бурин з широкою робочою гранню на масивному відтщепі. Всі вироби виконано з матово-коричневого кременю.

Пастуший неоліт (англ. Shepherd Neolithic) — назва, яку запропонували англомовні археологи для археологічної індустрії невеликих кам'яних знарядь, що походять з місцевості поблизу міста Хермель на півночі долини Бекаа в Лівані.

## Характеристика
Матеріали, пов'язані з пастушим неолітом, розпорошені в незначній концентрації на великій території на півночі долини Бекаа. Французькі дослідники М. Бійо (M. Billaux) і Анрі Флейш (Henri Fleisch) відзначали, що кремінь знарядь пастушого неоліту був вищої якості, ніж крихкий кремінь з довколишнього конголомерату, що свідчить про його імпорт звідкись здалеку. Вони виділяли три групи кременю: світло-коричневий, червоно-коричневий та сіро-шоколадний (останній мав різні відтінки, і його відмінною особливістю був «пустельний блиск», «desert shine»).
Для цієї індустрії характерні вироби невеликого розміру, зазвичай від 2,5 до 4 см, як правило доволі товсті, на відміну від добре відомих археологам геометричних мікролітів. У складі індустрії, своєю чергою, виділяється невелика група кам'яних виробів зі своїми характерними особливостями: це короткі зазубрені або зубчасті леза, кінцеві шкребки, поперечні шкребки на тонких відтщепах та свердла з міцними наконечниками.
Проблатичним залишається ототожнення знарядь пастушого неоліту зі знараддями, що були відомі археологам раніше. Зовні вони нагадували вироби леваллуазької індустрії, однак є й елементи подібності з гігантолітами, або «хибним Леваллуа» неясної стратиграфії, проте явно пізнішого походження, ніж Леваллуа. На них є ознаки ретельної обробки, при цьому заготовки могли бути повторно використані як шкребки.

## Пам'ятки
Типовими пам'ятками пастушого неоліту є Каа, Qaa і Макне I.
Серед інших городищ, де виявлена індустрія пастушого неоліту, варто згадати Дуріс поблизу Баальбека (Douris), Хермель II, Хермель III, Камух-ель-Хермель, Калаат-Таннура, Ваді-Бура I.

## Датування та класифікація
Індустрія пастушого неоліту вивчена недостатньо. Не надто точну назву дано за матеріалами невеликої колекції, яку зібрав археолог-єзуїт Анрі Флейш (Henri Fleisch).
Флейш класифікував цю індустрію як епіпалеолітичну, оскільки вона не була схожа на відомі зразки палеоліту, мезоліту або навіть керамічного неоліту. Крім того, Флейш припустив, що цю індустрію використовували скотарі-кочівники (звідси й назва).
Зв'язок цієї індустрії з очевидно спорідненою індустрією гігантолітів (Heavy Neolithic) долини Бекаа поки не з'ясований, але скорше за все, межа між ними проходила на території поблизу Дуріса (Douris) та Калаат-Таннура (Qalaat Tannour). Археологічні дослідження цієї індустрії ще піднесли достатньо матеріалу, щоб робити висновки про те, чи поширювалася вона на південніші території поблизу Захли та Раяка.
Лоррен Коупленд (Lorraine Copeland) та Пітер Вескомб (Peter J. Wescombe) припустили, що ця індустрія, можливо, датується «достатньо пізно».